# Stanisław Pieszko
Stanisław Pieszko (lit. Stanislavas Peško; ur. 22 kwietnia 1941 w powiecie wileńskim, zm. 31 stycznia 2024) – litewski inżynier, działacz społeczności polskiej na Litwie, poseł na Sejm Republiki Litewskiej (1990–1992).

## Życiorys
Od 1962 do 1975 pracował jako inspektor w technikum rolniczym w rejonie wileńskim. W 1976 ukończył studia w Instytucie Elektryfikacji i Mechanizacji Rolnictwa w Mińsku. W latach 1975–1990 pełnił funkcję dyrektora przedsiębiorstwa remontowego w rejonie solecznickim. 
W lutym 1990 został wybrany deputowanym do Rady Najwyższej Litewskiej SRR w okręgu Jaszuny. 11 marca 1990 wstrzymał się od głosu w sprawie odrodzenia niepodległości Litwy. 
Był członkiem Związku Polaków na Litwie oraz jego byłym wiceprezesem. Był także prezesem Fundacji "Samostanowienie" Wspierającej Oświatę Polską na Litwie.
Został odznaczony Krzyżem Kawalerskim (2006), Oficerskim (2012) i Komandorskim (2022) Orderu Zasługi Rzeczypospolitej Polskiej oraz Odznaką Honorową za Zasługi dla Polonii i Polaków za Granicą (2023).
Zmarł 31 stycznia 2024 roku. Pochowany na cmentarzu w Bujwidzach.